# Jack Sels
 (novembre 2024).
Jean-Jacques Sels dit Jack Sels, né le 29 janvier 1922 à Berchem (Belgique) et mort le 21 mars 1970 à Anvers, est un saxophoniste, compositeur et arrangeur belge qui, après la Seconde Guerre mondiale, devint l'un des musiciens les plus influents dans l'histoire du jazz belge.

## Carrière
Jack Sels grandit à Anvers. Adolescent, il collectionne déjà des disques de jazz et un héritage substantiel de son père augmente sa collection jusqu'à 10 000 disques, mais elle fut malheureusement totalement détruite par un bombardement pendant la guerre. Sels commence par étudier le piano, mais après quelque temps décide de se concentrer sur le saxophone. Pour gagner de l'argent, il travaille chez un glacier à Anvers dans le Hoogstraat, et pendant ce temps il écoute les enregistrements de ses idoles du jazz : le saxophoniste ténor Lester Young, les trompettistes Miles Davis et Dizzy Gillespie, et le saxophoniste alto Charlie Parker. Après la Seconde Guerre mondiale, de nombreux soldats américains et canadiens arrivent au port d'Anvers et Sels profite de cette occasion pour aller discuter avec les musiciens de jazz, avec qui il écoute les nouveaux disques qu'ils avaient apportés.
L'arrivée de Dizzy Gillespie et son Big band à Anvers en 1948 laisse une profonde impression sur le jeune musicien belge, et il décide de lancer son propre big band, pour lequel il composera lui-même la musique. L'orchestre qu'il forme fait des débuts impressionnants avec quelques-uns des meilleurs musiciens de l'époque ; Paul Heyndrickx, Charlie Knegtel, Theo Mertens, Herman Sandy et Nick Fissette à la trompette, Nat Peck, Frans Van Dijk, Mertens et Jan Christian Kellens au trombone, Jay Cameron, Marcel Peeters, Gene Verstrepen, Bobby Jaspar et Roger Asselberghs au saxophone, ainsi que Jean Warland à la contrebasse, Francis Coppieters au piano, John Ward à la batterie, Rudy Frankel qui joue des congas et Bill Vilez au bongo. Mais Jack Sels éprouve beaucoup de difficultés à gérer les finances de l'orchestre et ne peut pas toujours payer ses musiciens qui finissent par se séparer. En 1951, il suit l'exemple de son idole Miles Davis, et forme un orchestre de 15 musiciens, et encore plus tard un petit combo avec lequel il part en tournée en Allemagne. De retour en Belgique en 1954, il joue plusieurs concerts avec entre autres Nat King Cole, et dans la période 1954-1955 il enregistre six titres dans le style boogie pour le label discographique Ronnex.
Sels fait aussi quelques disques avec le guitariste Freddy Sunder. En 1955, il compose la bande originale du film Les mouettes meurent au port de Roland Verhavert. À partir de 1958, il travaille pour la radio (Nationaal Instituut voor de Radio-omroep, la future BRT), et fait une tournée des Flandres, commandée par le Ministère de la Culture pour la promotion du jazz. En 1958, il joue avec son orchestre à l'Exposition universelle de 1958.
Jack Sels a joué avec de nombreux grands jazzmen comme Dizzy Gillespie, Lester Young, Lou Bennett et Kenny Clarke, mais au lieu de poursuivre une carrière internationale il a préféré rester à Anvers. Néanmoins les connaisseurs de jazz et les autres grands musiciens avec qui il jouait l'ont toujours fortement apprécié.
Les trois dernières années de sa vie, sa santé décline et il ne peut presque plus jouer. Il subit une crise cardiaque dans sa maison à Anvers et décède le 21 mars 1970. Jack Sels n'a pas fait pas beaucoup d'enregistrements et la plupart de ses disques 78 tours sont désormais pratiquement introuvables.